# Jenka

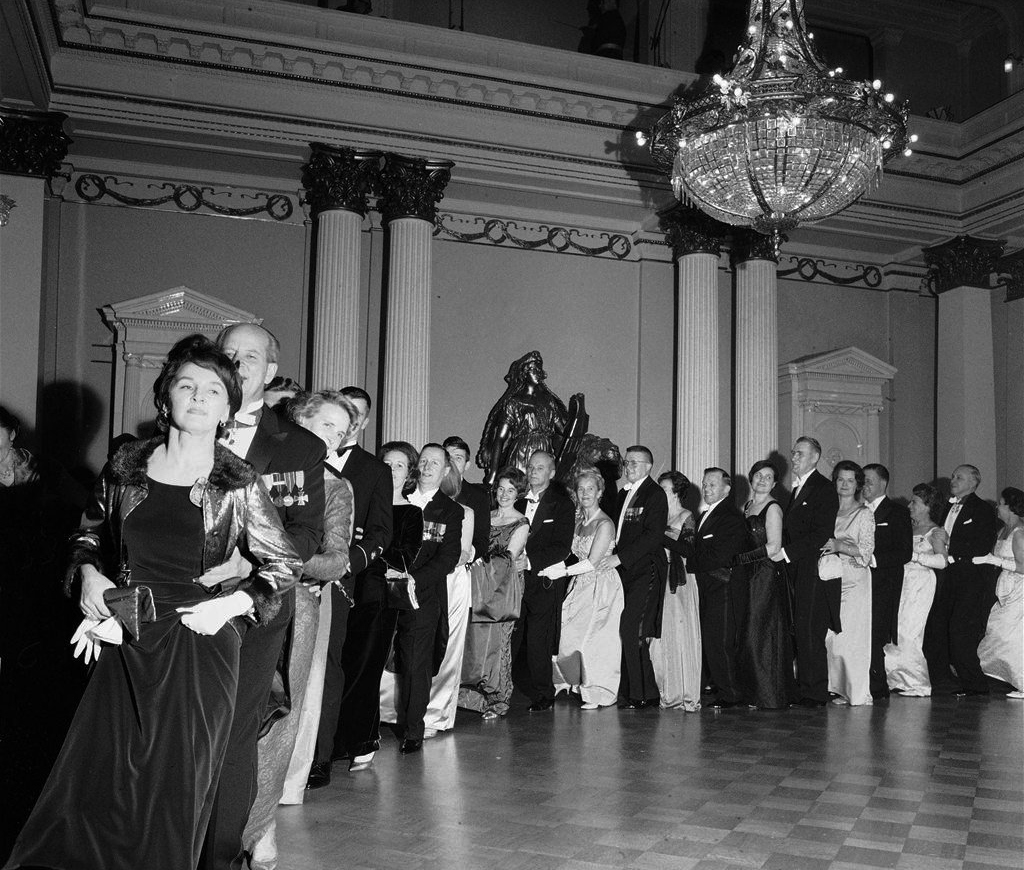
Letkajenkkadans på Finlands självständighetsdag 1964.

Jenka är en typ av sällskapsdans där de dansande grupperar sig i en rad med händerna på varandras axlar. Dansen har finskt ursprung och dansarna tar sig medelst hopp, fler framåt än bakåt, framåt i rummet.
På finska kallas dansen jenka för letkajenkka vilket betyder "kö-schottis", medan ordet jenkka betyder schottis. Ordet jenkka används dels för schottismusik, dels för schottisdans med hopp, medan med gångsteg eller släpande steg på finska ofta kallas Sottiisi. Jenkan blev mycket populär åren efter 1965, då Roberto Delgado lanserade Letkiss, en anglifiering av schottisen Letkajenkka från 1963.
Dansen blev vanlig i Norden från 1950-talet.
Ordet "jenka" finns belagt i svenska språket sedan 1964.